# Annette Charles
Annette Charles (nombre de nacimiento, Annette Cardona) (Los Ángeles, 5 de marzo de 1948-Los Ángeles, 3 de agosto de 2011) fue una actriz estadounidense conocida especialmente por su papel como Cha Cha DiGregoria en la película Grease. También hizo diferentes apariciones a la televisión. Al principio, hizo un máster en trabajo social en la Universidad de Nueva York y fue profesora a la Universidad de California.  